# Jinnah (film)
Jinnah è un film del 1998 diretto da Jamil Dehlavi.
La pellicola è incentrata sulla figura di Mohammad Ali Jinnah, il padre fondatore del Pakistan.

## Distribuzione
Il film ebbe la sua prima a Londra il 7 novembre 1998 e fu presentato al Mill Valley Film Festival l'anno successivo.

## Accoglienza
Per quanto la distribuzione in Europa e in America sia stata estremamente limitata, Jinnah ebbe un enorme successo di critica e pubblico in Pakistan. Christopher Lee lo ha definito il suo film più importante, dichiarando inoltre che la sua interpretazione nei panni del protagonista fosse la sua performance migliore. Tuttavia la scelta di Lee nel ruolo di Jinnah suscitò polemiche in Pakistan prima dell'uscita del film a causa del fatto che l'attore fosse noto soprattutto per i suoi ruoli da antagonista in film dell'orrore. Il film vinse il Grand Prix in occasione dello Zanzibar International Film Festival e ottenne una candidatura alla Piramide d'oro al miglior film al Cairo International Film Festival.